# Marmor-Spitzschwanzgurami
Malpulutta kretseri ist eine Süßwasserfischart aus der Unterordnung der Labyrinthfische und einziger Vertreter der Gattung Malpulutta. Sie kommt in flachen Bächen im südwestlichen Sri Lanka vor.

## Merkmale
Männchen von Malpulutta kretseri erreichen aufgrund einer sehr lang ausgezogenen Schwanzflosse eine Gesamtlänge von 7 bis 9 cm. Beim anderen Geschlecht ist diese nur mäßig ausgezogen und Weibchen werden daher nur 4 bis 5 cm lang. Die Art hat einen langgestreckten, mäßig hochrückigen und seitlich stark abgeflachten Körper und einen in eine spitze Schnauze auslaufenden Kopf. Die Rückenflosse ist relativ kurz und steht über der Körpermitte, die Afterflosse ist sehr lang. Die Bauchflossen stehen direkt unterhalb der Brustflossen. Die Grundfärbung ist bräunlich, die Flossenränder irisieren bläulich.
- Flossenformel: Dorsale VIII–X/4–6, Anale XIII–XVII/7–11, Pectorale 12, Ventrale I/5, Caudale 13–15.
- Schuppenformel: mLR 29–30.

Rücken-, After- und Schwanzflosse laufen spitz aus. Bei Männchen sind vor allem die Rücken- und die Schwanzflosse extrem lang ausgezogen. Der weichstrahlige Teil von Rücken- und Afterflosse ist großflächiger als der hartstrahlige.

## Lebensweise
Der Marmor-Spitzschwanzgurami lebt in klaren Waldbächen mit leichter Strömung. Er hält sich vor allem im Uferbereich zwischen Wasserpflanzen auf. Das Wasser in seinen Wohngewässern ist weich und leicht sauer. In denselben Lebensräumen können verschiedene kleine Barben-, Bärblings- und Hechtlingsarten vorkommen. Namentlich genannt wurden schon die Bitterlingsbarbe (Rohanella titteya) oder der Perlmuttbärbling (Rasboroides vaterifloris), aber auch der Ceylonmakropode (Belonita signata). Wie alle Angehörigen der Familie Osphronemidae betreibt der Marmor-Spitzschwanzgurami Brutpflege und legt seine Eier in ein Schaumnest. Er ernährt sich von Zooplankton, Insekten- und Fischlarven.

## Systematik
Malpulutta kretseri wurde 1937 durch den ceylonesischen Zoologen und Paläontologen Paules Edward Pieris Deraniyagala beschrieben, der sie in keine andere Gattung einordnete, sondern stattdessen gleichzeitig die Gattung Malpulutta einführte.
Malpulutta gilt heute als die Schwestergattung der Spitzschwanzmakropoden (Pseudosphromenus), welche zusammen mit den Makropoden und anderen in die Unterfamilie Macropodusinae gestellt werden.

## Name
Der Gattungsname leitet sich aus dem singhalesischen ab („mal“ = Blüte, „pulutta“ = einh. Bez für den schwarzen Spitzschwanzmakropoden (Pseuodsphromenus cupanus)). Das Art-Epitheton kretseri ehrt den ceylonesischen Juristen de Kretser, der die Fische 1937 entdeckte und an Deraniyagala zur Bestimmung gab. Deutschsprachige Bezeichnungen sind nicht einheitlich. Zu finden sind Gefleckter Spitzschwanzmakropode, Gefleckter Spitzschwanzgurami, Marmor-Spitzschwanzgurami, Marmorierter Spitzschwanzgurami, Kretsers Zwergmakropode oder Waldbachblüte.

## Gefährdung
Die Art wird von der IUCN seit 2019 als stark gefährdet eingestuft. Zuvor wurde sie von 1996 bis 2019 als nicht gefährdet eingestuft, und davor von 1986 bis 1996 als gefährdet.
Die nationale IUCN Organisation von Sri Lanka hat die Art schon seit der provisorischen nationalen Liste von 1993 mit verschiedenen Gefährdungsstufen geführt.